# Diamysis frontieri
Diamysis frontieri is een aasgarnalensoort uit de familie van de Mysidae. De wetenschappelijke naam van de soort is voor het eerst geldig gepubliceerd in 1965 door Nouvel.